# Nangbolodougou
Nangbolodougou est une localité du Nord de la Côte d'Ivoire qui se situe dans la Région des savanes, au sud de la ville de Boundiali.